# ATA i SATA interfejs
Interfejs (međusklop) koji se koristi za spajanje hard disk uređaja na PC (odnosno na matičnu ploču) naziva se IDE (Integrated Drive Electronics; integrisana pogonska elektronika, integrisana elektronika uređaja) ili ATA (AT Attachment; AT pričvršćenja). IDE ukazuje na činjenicu da je elektronika koja upravlja uređajem, odnosno kontroler ugrađen na samom uređaju, a ne na posebnoj ploči kao što je bilo kod najranijih hard disk interfejsa. 
Danas se ATA interfejs koristi za napajanje ne samo hard diskova, već i CD i DVD uređaja, IOmega uređaja, optičkih diskova, te mnogih drugih uređaja vanjske i eksterne memorije.
Danas postoje dva ATA interfejsa: standardni ili paralelni ATA i serijski ATA (SATA) interfejs. Serijski ATA (SATA) zvanično je predstavljen krajem 2000. godine, a od 2003. god. je usvojen kao standard na skoro svim sistemima. Standardni (paralelni) ATA je 16 – bitni paralelni interfejs, što znači da se 16 bita simultano prenose kablom. SATA šalje 1 bit kroz kabl, pa su kablovi tanji, odnosno smanjen je broj žica u kablu, što omogućava bolje performanse i veće brzine prenosa podataka.U slučajevima kada na matičnoj ploči ne postoj SATA interfejs ili kada je potrebno ugraditi veći broj uređaja nego što to dopušta postojeći interfejs (ATA ili SATA), koriste se kontrolerske karte (ATA / SATA kontroleri) koji sadrže dodatne konektore, odnosno ATA ili SATA interfejs, pojedinačno ili oba.

## Interfejs
Interfejs omogućava komunikaciju HDD sa ostatkom računarskog Sistema definisanjem elektro-mehaničkih karakteristika spojnih puteva, konektora, napajanja,protokola prenosa komandi, kontrolnih signala i podataka. Tokom prethodnih godina postojalo je više različitih interfejsa. Od početka devedesetih godina primjenjuju se dva standarda:
- ATA standard koji se sreće i pod nazivom IDE (Integrated DriveElectronic).
- SCSI.

## ATA standard
Uređaji koji podržavaju ATA standard mogu da se podijele u dvije velike grupe: Grupu kod koje se primjenjuje paralelni prenos podataka paralelni ATA(PATA),i noviju grupu kod koje se primjenjuje serijski prenos podataka SATA (Serial ATA). Tokom godina ATA standard je doživjeo mnoga poboljšanja i ovde će ukratko biti opisane neke od najznačajnijih promjena.

## ATA-1
Pojavom 80286 generacije personalnih računara, pojavila se podrška za HDD koja je integrisana u BIOS. BIOS je omogućavao da se upravlja sa dva HDD od kojih je svaki mogao da ima kapacitet od 504 MB. Mada je ovo bio značajan napredak, pratili su ga brojni problemi što je dovelo do potrebe za novim standardom koji je nazvan ATA.13 Postojeći BIOS je prihvaćen kao osnova, a definisan je interfejs: spojni kabl koji ima 40 vodova, konektori i kontroler na hard disku.
Spojni kabl se spaja na 40-pinski konektor na kućištu HDD, a sa druge strane se priključuje na konektor matične ploče. Interesantno je da, ovaj standard dozvoljava da se dva HDD priključe na jedan kabl i zbog toga je potrebno da se omogući jednoznačna identifikacija oba HDD. Po ATA standardu jedan od HDD se naziva master, a drugi slave. Postavljanjem kratkospojnika na dodatnom konektoru koji se nalazi u kućištu HDD, u skladu sa uputstvima proizvođača definiše se identifikacija HDD. 
ATA-1 standard definiše dvije metode prenosa:
- Standardni programirani U/I prenos (Programmed Input Output-PIO), kod kog centralni procesor računara pri prenosu podataka ostvaruje direktnu komunikaciju sa BIOS čipom HDD. Najveća brzina PIO metode je 8,3 MB/s.
- Direktni pristup memoriji (Direct Memory Access-DMA). DMA metoda omogućava hard disku da razmjenjuje podatke sa centralnom RAM memorijom bez posredstva centralnog procesora računara.Na ovaj način se procesor oslobađa dugog čekanja prilikom razmjene podataka koje nastaje zbog sporosti HDD. Definisane su i tri brzine prenosa kod ove metode,a najveća je takođe 8,3 MB/s.

## ATA-2
Standard je doneo poboljšanja koja su obuhvatila podršku za hard diskove većeg kapaciteta (do 8,4 GB) i podršku za rad sa CD uređajima. Pored toga omogućene su veće brzine prenosa u PIO i u DMA modu (16,6 MB/s), a podržan je rad četiri HDD.
Konektori za priključenje spojnih kablova koji se nalaze na matičnoj ploči obično ih ima dva, i u tom slučaju je moguće priključiti do četiri uređaja koja podržavaju PATA standard.

## ATA-3
Standard je uveo poboljšanja u pogledu analize podataka i nadzornih funkcija.

## ATA-4
Standard donosi poboljšanja za DMA mod nazvan ultra DMA mod koji je postao osnovni mod prenosa podataka između HDD i računara. Definisane su tri brzine prenosa koje je moguće ostvariti kod ultra DMA moda, a najveća je bila 33,3 MB/s. Pored toga došlo je do primjene nove BIOS verzije, što je omogućilo podršku za diskove kapaciteta do 137 GB. 

## ATA-5
Omogućene su brzine do 66.6 MB/s kod ultra DMA moda, ali zbog povećane vjerovatnoće greške pri ovoj brzini preporučena je upotreba novog spojnog kabla. Ovaj kabl ima 80 vodova ali su konektori ostali sa 40 pinova. Mada na prvi pogled djeluje zbunjujuće, dodatnih 40 vodova su samo vodovi kojima se prenosi signal mase, tako da su oni na konektoru kratko spajaju na postojeći pin koji je I ranije služio za masu. Uvedena su I ograničenja koja se odnose na priključenje uređaja na kabl. Plavi konektor treba da se priključi na matičnu ploču, sivi je namijenjen isključivo za slave uređaje dok krajnji, crni konektor služi za priključenje master uređaja.

## ATA-6
Prevaziđeno je ograničenje veličine hard diska od 137 GB i pomjereno je do granice od 144.000 TB. Pored toga granična brzina prenosa u ultra DMA modu je dostigla 100 MB/s.

## Serial ATA
U osnovi predstavlja ATA-7 standard,ali je promjena toliko velika da se uglavnom sreće pod ovim imenom. Pored brojnih poboljšanja koja su pratila razvoj ATA standard neka pitanja su ostala neriješena. Glomazni kabl je predstavljao fizičku smetnju za nesmetan protok vazduha kroz kućište računara. Dužina kabla je ograničena na manje od 50 cm I nije moguće priključiti ili isključiti HDD u toku rada računara. Najozbiljniji nedostatak je postizanje granice u daljem povećanju brzine prenosa podataka. Serijski prenos je po svojoj prirodi sporiji od paralelnog, najmanje osam puta ukoliko se paralelnim putem prenosi jedan bajt ili 16 puta ako se paralelno istovremeno prenosi 2 bajta (16 bita) itd. Međutim, kod paralelnog prenosa podataka sa povećanjem brzine raste i vjerovatnoća greške podataka zbog problema preslušavanja i uzajamnog kašnjenja. Pokazalo se da nije bilo moguće dalje povećavati brzinu prenosa. Kod serijskog prenosa ovi problem nisu bili izraženi i brzina je višestruko povećana tako da je postignuta ukupna brzina prenosa podataka koja daleko nadmašuje prethodne standarde.

## SATA
Omogućava direktnu serijsku vezu između uređaja koji podržavaju SATA standard (HDD, CD, DVD…) i SATA kontrolera koji se naziva host bus adapter (HBA). Na prvi pogled uređaji koji podržavaju SATA standard se bitno ne razlikuju od uređaja prethodne generacije osim po konektorima.
Prenos podataka između uređaja i računara je serijski, pa je kabl daleko manjih dimenzija. Kabl ima samo sedam vodova (u odnosu na 80 kod PATA uređaja), od kojih se dva koriste za prenos podataka. Pored toga najveća dozvoljena dužina kabla je oko 1m, dva puta više u odnosu na prethodnu generaciju. Povećanje dužine kabla olakšava priključivanje uređaja u velikim kućištima. Za prenosne uređaje I druge primjene kod kojih se koriste manji SSD diskovi koristi se konektor manjih dimenzija koji se naziva mini-SATA ili mSATA. 
Svaki SATA uređaj se preko sopstvenog spojnog kabla spaja sa matičnom pločom, pa nema definisanja master ili slave uređaja. Broj SATA uređaja koji mogu da se priključe na računar nije ograničen. Na matičnoj ploči obično postoje četiri ili osam konektora za priključenje SATA uređaja, ali je moguće priključiti i više.
Sata standard je doživjeo tri verzije u svakoj je definisana maksimalna brzina prenosa koja se zbog serijskog prenosa izražava u bitovima (ne bajtovima) po sekundi. SATA 1.0 podržava brzine prenosa do 1,5 Gb/s, SATA 2.0 do 3 Gb/s,a SATA 3.0 do 6 Gb/s. SATA standard takođe podržava zamjenu hard diska u toku rada računara, ali je za to potrebna podrška operativnog Sistema (Windows Vista ili novijeg) i podešavanje BIOS opcija prije instaliranja operativnog sistema.
Nedostatak SATA veze je u konstrukciji kablova koji su previše kruti, dok je sam konektor suviše malih dimenzija. Zato svako pomeranje kabla utiče na fizički spoj uređaja (hard disk, optički uređaj, matična ploča) sa kablom čime se narušava spoj strujnih kontakata. Kako se SATA konektori povezuju prostim uticanjem u vrlo plitke slotove, a nemaju sekundarnoj ojačanje putem šrafova, kao npr. kod VGA ili DVI kabla, pouzdanost ove veze je slaba o čemu svedoče brojne teme na PC forumima i korisnici koji ojačavaju ovu vezu izolir trakom, lepkom ili pištoljem za plastiku.

## eSATA
External SATA (eSATA) predstavlja proširenje SATA magistrale za priključivanje spoljašnjih uređaja. ESATA uređaji se priključuju na poseban konektor koji je sličan internom ali ipak dovoljno različit da ne bi došlo do greške.
eSata uredjaji koriste kabl dužine 2 metra i moguće ih je priključivati u toku rada računara. Pored toga brzine prenosa su iste kao i kod internih uređaja, što znači da mogu da budu I veće od USB 3.0 standarda koji podržava brzine do 5GB/s. eSATA kabl je dodatno oklopljen kako bi spriječio elektromagnetnu interferenciju. Konektori i kablovi koji (nalik USB standardu) imaju mogućnost da pored prenosa podataka napajaju I priključene uređaje imaju oznaku eSATAp (Power eSATA). Sreće se još i pod nazivima Power over eSATA, power eSATA, eSATA/USB Combo, ili eSATA USB hybrid Port (EUHP).
USB I eSATA uređaji mogu da se preko svojih spojnih kablova priključe na eSATAp konektor. Treba obratiti pažnju da “klasičan” eSATA uređaj ne može da se napaja preko eSATAp kabla, ali postoje posebni kablovi sa dva izlazna konektora koji omogućavaju da se iskorsiti napajanje sa eSATAp konektora i za ove uređaje.

## Literatura
- Računari i periferije [мртва веза]